# Ceraclea senilis
Ceraclea senilis là một loài Trichoptera trong họ Leptoceridae. Chúng phân bố ở miền Cổ bắc.